# Innafushi (Baa-atol)
Innafushi is een van de onbewoonde eilanden van het Baa-atol behorende tot de Maldiven.